# Salvia austriaca
Sauge d'Autriche
Espèce
Classification phylogénétique
Salvia austriaca, la sauge d'Autriche, est une espèce de plantes à fleurs du genre Salvia et de la famille des Lamiacées. C'est une plante herbacée vivace originaire d'Europe.